# Chen Guiming
Chen Guiming (陈桂明S; 3 gennaio 1994) è una sollevatrice cinese.

## Palmarès
- Mondiali

Aşgabat 2018: argento nei 59 kg.
Pattaya 2019: bronzo nei 59 kg.
- Campionati asiatici

Tashkent 2016: argento nei 63 kg.